# Nooksack
Nooksack è una città degli Stati Uniti d'America, situata nello Stato di Washington, nella Contea di Whatcom.